# Голод (альбом)
«Голод» — дебютный студийный альбом российской рок-группы «Звери», выпуск которого состоялся 16 мая 2003 года.

## Информация об альбоме
Альбом «Голод» был спродюсирован Александром Войтинским под псевдонимом «Вой Собака Вой» при непосредственном участии лидера и вокалиста группы Романа Билыка. Композиции «Капканы», «Просто такая сильная любовь», «120», «Дожди-пистолеты», «Фабрика грёз» записывались и сводились в «Тон студии», Мосфильма звукорежиссёром Владимиром Овчинником. Песни «Маленькая „с“», «Камикадзе», «Для тебя» записаны и сведены в студии Владимира Осинского звукорежиссёром Леонидом Воробьёвым. Композиции «Трамвай» и «Быть добрее» записаны, сведены Бяо Ханом в студии Лха-Сурен, в столице Монголии, Улан-Баторе. Песни «Кольцевая» и «Пингвины» записывались и сведены звукорежиссёром Александром Войтинским в его московской студии Вой Собака Вой. Мастерингом альбома занимался Андрей Субботин. Некоторые песни для альбома были написаны в соавторстве. Для трёх композиций «Камикадзе», «Пингвины», «Фабрика грёз» тексты написаны Билыком в соавторстве с Валерием Полиенко. На песню «Фабрика грёз» музыка написана при участии соавтора Войтинского. Дизайном «Голода» занимались М. Широкова и М. Лейпунский для оформления альбома были использованы фотографии Елены Драузе. В 2004 году альбом был переиздан на лейбле Navigator Records с новым оформлением и дополненным треклистом в который вошли шесть песен и одно бонусное видео. В переиздании «Голода» была добавлена новая песня «Герои» с ремиксом и перезаписана версия песни «Дожди-пистолеты» с дуэтом Татьяны Булановой. Все оставшиеся песни являются концертным исполнением записанными на концертах в Челябинске, Ялте. Песня «Просто такая сильная любовь» записана в программе «Живые» в эфирной студии НАШЕго радио звукорежиссёром Сергеем Чик 20 декабря 2003 года. Помимо песен в переиздание «Голода» вошёл анимационный видеоклип на песню «Маленькая „с“». В дальнейшем композиция «Трамвай» будет переиздана в новом звучании на альбоме «Дальше» 2008 года.
В 2022 году вышло переиздание альбома с комментариями Ромы Зверя.

## Рецензии
Я не хочу сказать, что команда была создана искусственно, как какая-нибудь «Фабрика звезд». Вполне возможно, что Рома Зверь и его согруппники совершенно честно сочиняли свои песни (некоторые из них даже неплохи), искренне заполняли тексты высосанным из пальца юношеским максимализмом, из лучших побуждений косили под «Мумий Тролля» и без задней мысли похитили строчку про «Маленькую С» из репертуара Аллы Пугачевой.
«Звери», несмотря на попсовость большинства мелодий, несут какой-то протестный мессидж. Против чего они выступают, не вполне ясно, но одного взгляда на солиста достаточно, чтобы понять, что к миру у него большие претензии.
— Алексей Мажаев, InterMedia

Альбом, в музыкальном плане в первую очередь, радует своей целостностью и чувством хита, которых, на нем великое множество. Откровенно говоря, практически каждый трек на пластике — хит, проходных вещей нет (кроме, возможно, стилизованной под детскую песенку «Быть Добрее» и перегруженной философией «Фабрики Грез»). Помимо вышеназванных композиций с огромной долей вероятности можно сказать, что эфир ещё потрясут и романтическая "Маленькая «C», и чем-то схожие по структуре с «Дождями-Пистолетами» синти-поп-роковые «Пингвины» и минорно-агрессивная баллада «Трамвай».
Единственное, что после прослушивания альбома остается впечатление, что ты целый час слушал одну и ту же песню. То ли тут дело в сочетаемости композиций, плавно втекающих одна в другую, то ли ещё в чём-то. В чём именно — это вам и предстоит узнать.
— Александр Мурзак, Звуки.ру

## Список композиций
Все тексты написаны Романом Билыком, «Камикадзе», «Пингвины», «Фабрика грёз» написаны при участии Полиенко, вся музыка написана Романом Билыком, «Фабрика грёз» написана в соавторстве с Войтинским.
| №                   | Название                              | Длительность |
| ------------------- | ------------------------------------- | ------------ |
| 1.                  | «Капканы»                             | 3:28         |
| 2.                  | «Просто такая сильная любовь»         | 3:22         |
| 3.                  | «Кольцевая»                           | 3:23         |
| 4.                  | «120»                                 | 3:10         |
| 5.                  | «Маленькая „с“»                       | 3:55         |
| 6.                  | «Камикадзе»                           | 4:01         |
| 7.                  | «Пингвины»                            | 3:52         |
| 8.                  | «Дожди-пистолеты»                     | 3:41         |
| 9.                  | «Для тебя»                            | 2:27         |
| 10.                 | «Трамвай»                             | 3:33         |
| 11.                 | «Быть добрее»                         | 2:05         |
| 12.                 | «Фабрика грёз» (посвящается Ф. Ницше) | 4:14         |
| Общая длительность: | Общая длительность:                   | 40:11        |

| №                   | Название                                | Длительность |
| ------------------- | --------------------------------------- | ------------ |
| 13.                 | «Герои» (танцевальный микс)             | 3:06         |
| 14.                 | «Дожди-пистолеты» (дуэт с Т. Булановой) | 3:18         |
| 15.                 | «Для тебя» (концерт в Челябинске)       | 3:17         |
| 16.                 | «Просто такая сильная любовь»           | 3:34         |
| 17.                 | «Дожди-пистолеты» (концерт в Ялте)      | 4:56         |
| 18.                 | «Маленькая „с“» (концерт в Челябинске)  | 4:30         |
| Общая длительность: | Общая длительность:                     | 62:52        |

## Участники записи
| Звери - Роман «Зверь» Билык — вокал. - Владимир Хоружий — гитара. - Андрей «Густав» Гусев — бас. - Кирилл Антоненко — клавиши. - Михаил Краев — ударные. | В создании альбома также принимали участие - Татьяна Буланова — вокал. - Александр Войтинский — продюсер. - М. Широкова — дизайн. - М. Лейпунский — дизайн. |

## Видеоклипы
Клипы были сняты на следующие композиции с альбома:
- «Для тебя» (2001),
- «Просто такая сильная любовь» (2002),
- «Дожди-пистолеты» (2003),
- «Маленькая „с“» (2004).